# 폴 다이어리
폴 다이어리(Poll)는 2010년 공개된 독일의 드라마 영화이다. 폴 다이어리는 당시 에스토니아에서 제작된 영화 중 가장 제작비가 비싼 영화였다.

## 줄거리
20세기 초, 제1차 세계대전 직전의 에스토니아 서부 해안을 배경으로, 오다 폰 지어링이라는 소녀의 성장 이야기가 펼쳐진다. 의학 연구에 몰두하는 아버지와 함께 외딴 영지에서 살던 오다는, 주변의 혼란스러운 정치적 상황과 억압적인 사회 분위기 속에서 자신의 정체성과 가치관을 형성해 나간다. 그녀의 가족은 러시아 제국의 영향력 아래 놓여 있으며, 러시아 군인들과 지역 주민들 사이의 긴장이 고조되는 가운데 위태로운 일상을 이어간다. 오다는 이 과정에서 다양한 인물들과 만나게 되는데, 그 중에는 가족 외에도 자신의 호기심을 자극하는 지역 주민과 군인들도 포함된다. 오다는 이들의 삶을 관찰하고 교류하며 세상에 대한 이해를 넓혀간다. 영화는 오다의 시선을 통해 당시 사회의 혼란과 변화를 보여주는 동시에, 개인의 내면적인 갈등과 성장을 섬세하게 그려낸다.

## 출연

### 주연
- 폴라 비어
- 에드가 셀지

### 조연
- 탐벳 투이스크
- 제넷 하인
- 리키 뮐러
- 엔노 트렙스
- 수시 스타치
- 마이클 크레이슬
- 구드룬 리터
- 니콜라이 벤트슬러
- 예브게니 시톡힌
- 어윈 스타인하우어

## 기타
- 공동제작: 스테파니 그로브
- 공동제작: 요른 클람로스
- 공동제작: 크리스 크라우스
- 공동제작: 대니 크라우즈
- 공동제작: 하인리히 미스
- 공동제작: 베티나 리클스
- 공동제작: 리이나 실도스
- 공동제작: 조지 스테이네르트
- 공동제작: 커트 스톡커
- 라인프로듀서: 맨프리드 프리취
- 라인프로듀서: 마이케 코데
- 미술: 실크 뷰어
- 소품팀: 엔자 뮐러
- 소품팀: 크리스티안 로테
- 분장: 수잔나 산체스
- 의상: 지오이아 라스페
- 배역: 니나 하운
- 배역: 마커스 슐레진저